# Антифил Византийский
Антифил Византийский (др.-греч. Ἀντίφιλος ὁ Βυζάντιος) — древнегреческий поэт-эпиграммист (I в.). Жил во времена римского императора Нерона, как явствует из одной из его эпиграмм, в которой он упоминает милость, оказанную ему этим императором на острове Родос.

## Эпиграммы
Количество дошедших до нас эпиграмм Антифила превышает сорок, и большинство из них превосходят по замыслу и стилю большинство подобных сочинений. Учёный-византинист Иоганн Якоб Рейске в своих заметках о греческой антологии Константина Кефалы из-за различия стиля в некоторых стихотворениях, носящих имя Антифила, пришёл к выводу, что было два или три поэта с этим именем, и что все их произведения ошибочно приписывались одному поэту из Византия. Другие учёные считают, что для такой гипотезы нет достаточных оснований.
Список ряда эпиграмм переведенных на русский Л.Блуменау.
- Леонид Спартанский и персы
- Дикеархия
- Неосторожное слово
- О мореходстве
- Смерть старого моряка
- Чудесное исцеление слепого
- На «Медею» Тимомаха
- Диогену